# Алекса Пачић
Алекса Пачић (Београд, 1832 — Београд, 1. фебруар 1888) био је српски дипломата.

## Биографија
Алекса Пачић се родио у Београду 1832. године. Због потребе потребе знања турског језика дипломатији Србије у односима са Портом, заједно са неколико питомаца послат је око 1850. у Цариград да изучи језик. Од свих питомаца, само је Пачић савладао турски, а уз њега грчки и француски језик. Од 1855. био је помоћник за српски језик Кнежевске канцеларије. Касније је радио као секретар за турски језик у Министарству иностраних дела. Године 1887. именован је за конзула српског конзулата у Скопљу. На положају је био годину дана, након чега због болести одлази у Београд, где и умире 1. фебруара 1888. године.